# Vanillylgruppe

Vanillylgruppe (blau markiert)

Die Vanillylgruppe (4-Hydroxy-3-methoxybenzylgruppe) ist in der organischen Chemie eine funktionelle Gruppe, deren Bezeichnung vom Vanillin abgeleitet ist. Verbindungen, die eine Vanillylgruppe besitzen, heißen Vanilloide.